# Podhůří (Vysoká Pec)

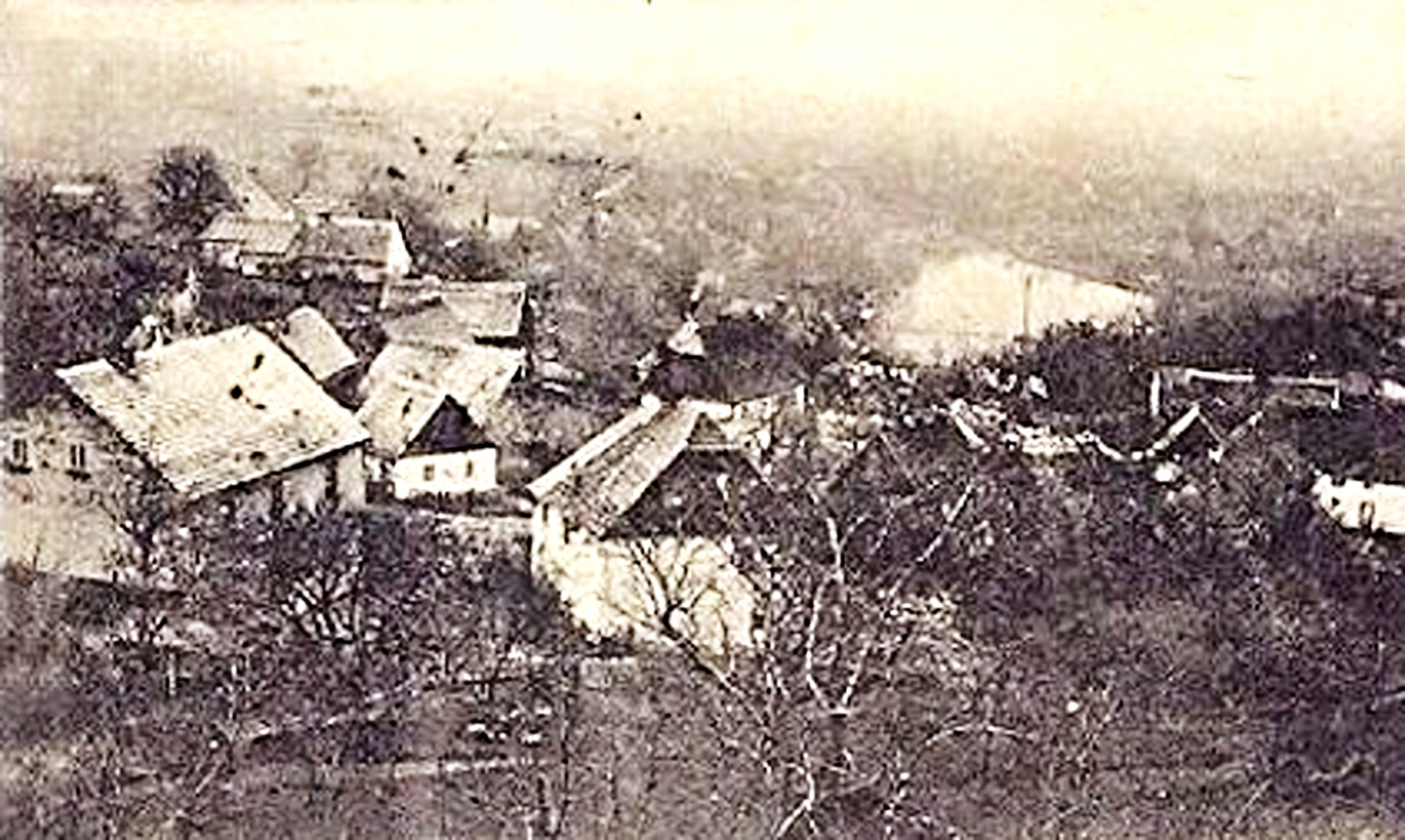
Podhůří (Schimberg) auf einer Postkarte von 1910

Podhůří, bis 1950 Šimperk (deutsch Schimberg), ist eine Wüstung auf dem Gebiet der Gemeinde Vysoká Pec in Tschechien. Das Dorf lag einen halben Kilometer nordöstlich von Vysoká Pec und gehörte zum Okres Chomutov. Der Katastralbezirk hat eine Fläche von 600,5607 ha.

## Geographie
Podhůří befand sich am südlichen Fuße des Erzgebirges am Rande des Nordböhmischen Beckens und wurde vom Bach Vesnický potok durchflossen. Nördlich erheben sich die Jedlová (Tannich, 853 m), Tereziina vyhlídka (Theresiensitz), Jezerka (Seeberg, 706 m) mit den Resten der Burg Žeberk und der Janský vrch (Johannisberg, 739 m). Im Nordosten liegt das Schloss Jezeří (Eisenberg). Östlich der Wüstung befindet sich das Tagebaugelände der Zeche Důl Československé armády. Gegen Südosten liegt der Ervěnický koridor. Im Süden gabelt sich der Podkrušnohorský přivaděč zum Stausee Újezd und zur Bílina. Westlich erhebt sich der Mufloní pahorek (466 m) und im Nordwesten die Dubina (655 m).
Umliegende Orte sind Červená Jáma und Mikulovice im Norden, Lniště und Jezeří im Nordosten, Komořany im Osten, Vrskmaň im Süden, Vysoká Pec im Südwesten sowie Boleboř und Pyšná im Nordwesten. 
Die Ortschaften Dřínov im Osten und Kundratice im Südosten fielen ebenfalls in den 1970er Jahren dem Braunkohlenbergbau zum Opfer.

## Geschichte
Bei archäologischen Untersuchungen wurde 1967 in der Nähe von Podhůří eine Siedlung der Knovízer Kultur aus der Zeit zwischen 900 und 800 v. Chr. aufgefunden, von der angenommen wird, dass ihre Bewohner Bergbau betrieben. Die erste urkundliche Erwähnung des zur Herrschaft Seeberg gehörigen Dorfes Schumburgh erfolgte im Jahre 1542. 1549 wurde der Ort als Ssombergk, 1579 als Schönberg und 1594 als Schonbrieg bezeichnet. Als nach dem Tode Christophs von Carlowitz dessen Neffe Rudolf von Carlowitz die Dörfer Kunnersdorf, Schönberg und Ojes an die Witwe von Bohuslav dem Älteren von Michalovice auf Seestadtl, Katharina Rubinin von Lwowitz, ohne Zustimmung seines Vetters Georg von Carlowitz verkaufte, kam es zum Streit zwischen beiden. Im Jahre 1600 wurde das Dorf dem Görkauer Bierzwang unterworfen. 1605 erfolgte der Anschluss an das Gut Seestadtl. 

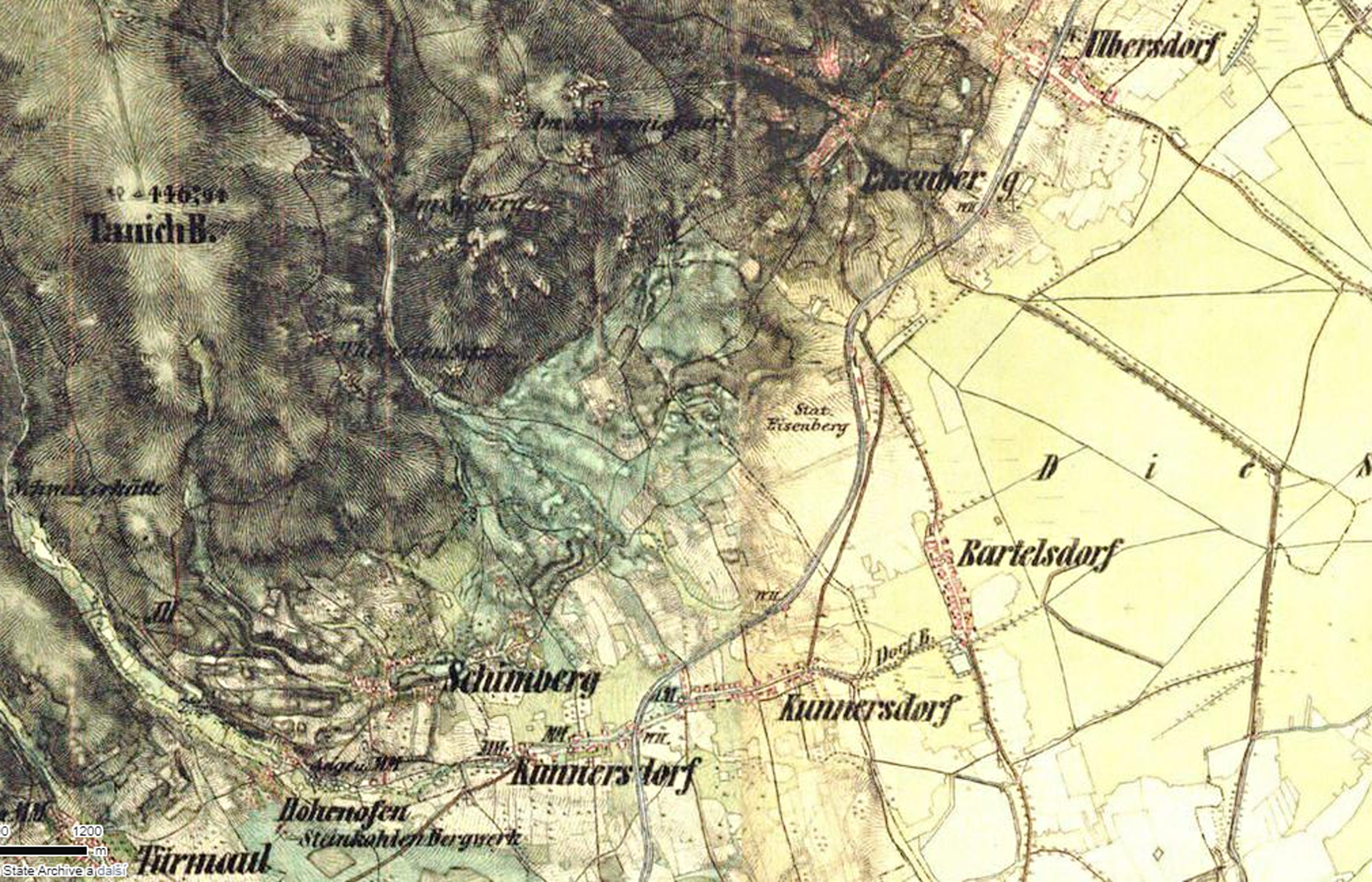
Schimberg auf der Karte aus dem 19. Jahrhundert

Nach der Schlacht am Weißen Berg wurden die Güter Bohuslav des Jüngeren von Michalovice konfisziert und an 1622 an Wilhelm d. J. von Lobkowicz verkauft. Seit dieser Zeit gehörte das Dorf zur vereinigten Herrschaft Seeberg-Neundorf. Im Jahre 1713 ist erstmals der Ortsname Schimberg belegt. In der Mitte des 18. Jahrhunderts bestanden in Schimberg zwei Mühlen. Die Bewohner des Dorfes lebten hauptsächlich von der Landwirtschaft und der Zeidlerei. Nach 1770 entstand bei Schimberg eine Braunkohlengrube. Die Schimberger Kohle, die die beste im gesamten Komotauer Gebiet war, wurde hauptsächlich als Brennstoff in der Schimberger Alaunhütte und der Eisenhütte von Hohenofen verwendet. Der Alaunschieferbergbau wurde 1786 wieder eingestellt. 1775 entstand eine Kapelle. Ab 1836 lebte der Bergbau wieder auf, als der Unternehmer Franz Tetzner mittels Pumpen die abgesoffenen Gruben zu entwässern begann. In den 1840er Jahren wurde die Zeche Karlschacht und der zugehörige Nathalienstollen betrieben. Das Bergwerk wurde zum Ende der 1850er Jahre wegen starker Wasserzugänge und Wirtschaftskrise stillgelegt. Anstelle der Pumpenanlage für den Bergbau entstand zunächst eine Baumwollspinnerei. Später entstand dort die Holzdrechslerei von Josef Siegert. Bei Siegert wurden 1848 illegal 300 Büchsen für die Nationalgarde hergestellt und beschlagnahmt.
Nach der Aufhebung der Patrimonialherrschaften bildete  Schimberg/Schimberk ab 1850 mit einem Teil von Hohenofen einen Ortsteil der politischen Gemeinde Neundorf an der Biele im Bezirk Komotau. Zu dieser Zeit entstand auch die Papierfabrik Rechenberger, die 1870 abbrannte und erlosch. An ihrer Stelle richtete Karl Braun eine Zellulosefabrik ein. 1893 wurde die Kapelle erweitert. Zwischen 1902 und 1904 ließ Moritz von Lobkowicz die Moritz-Talsperre errichten, die zur Hälfte auf den Fluren von Schimberg und Eisenberg lag. Sie versorgte seit 1904 die Orte Kunnersdorf, Hütte, Eisenberg, Seestadtl und Holschitz mit Trinkwasser. In den 1920er Jahren entstand die politische Gemeinde Schimberg/Šimperk. 1930 zählte Schimberg 352 Deutsche, drei Ausländer und zwei Tschechen. Nach dem Münchner Abkommen wurde die Gemeinde 1938 dem Deutschen Reich zugeschlagen und gehörte bis 1945 zum Landkreis Komotau. 1939 hatte Schimberg 329 Einwohner. Nach dem Zweiten Weltkrieg kam der Ort zur Tschechoslowakei zurück und die deutschen Einwohner wurden vertrieben. 1950 erfolgte die Umbenennung der Gemeinde Šimperk in Podhůří. Am 20. Januar 1969 entstand das Naturreservat Jezerka. 
Im Jahre 1979 erfolgte wegen Bodensenkungen der Beschluss zur Entsiedlung des Dorfes. Der größte Teil von Podhůří wurde danach abgetragen. Die erhaltenen Häuser wurden dem Kataster von Vysoká Pec zugeschlagen. Der Ortsteil Podhůří erlosch amtlich am 11. September 1990.

## Entwicklung der Einwohnerzahl
| Jahr | Einwohnerzahl |
| ---- | ------------- |
| 1869 | 219           |
| 1880 | 240           |
| 1890 | 231           |
| 1900 | 245           |
| 1910 | 387           |

| Jahr | Einwohnerzahl |
| ---- | ------------- |
| 1921 | 339           |
| 1930 | 357           |
| 1950 | 185           |
| 1961 | 151           |
| 1970 | 140           |

| Jahr | Einwohnerzahl |
| ---- | ------------- |
| 1980 | 0             |
| 1991 | 209           |
| 2001 | 0             |